# Bernard z Gronowic
Bernard z Gronowic herbu Ostoja – kanclerz księcia Władysława Opolczyka (1393-1395), proboszcz w Chrząszczycach (1393-1395), kanonik opolski (1393-1410) i głogówecki (1409), rektor na Uniwersytecie Karola w Pradze (1407-1408).

## Życiorys
Bernard pochodził z Gronowic położonych między Olesnem a Kluczborkiem. Zapisał się w dziejach jako zaufany człowiek Władysława Opolczyka, piastujący urząd szefa kancelarii księcia w latach 1393-1395. Pełnił też rolę kapelana księcia Władysława i księżnej Ofki. Zasłużył się w służbie Kościołowi jako proboszcz w Chrząszczycach (koło Opola) oraz kanonik głogówecki i opolski. U schyłku życia, w latach 1407-1408, sprawował funkcje rektora na Uniwersytecie Karola w Pradze, najstarszej uczelni tego typu w Europie Środkowej.
W 1393 roku Bernard z Gronowic został powołany na urząd szefa kancelarii książęcej. W dniu 26 października 1393 roku sporządzał dokument, w którym Władysław Opolczyk zapisywał całe księstwo swoim bratankom. Bernard z Gronowic w kwietniu 1395 roku posłował do Wielkiego Mistrza Zakonu Krzyżackiego Konrada von Jungingen z propozycją sprzedaży ziemi dobrzyńskiej. Prawdopodobnie jeszcze tego roku ustąpił z urzędu kanclerza. W kolejnych latach Bernard z Gronowic pełnił funkcje kanonika kolegiaty Świętego Krzyża w Opolu, a potem także kolegiaty Świętego Bartłomieja w Głogówku. Swym doświadczeniem i wiedzą dzielił się ze studentami Uniwersytetu Karola w Pradze pełniąc funkcję rektora w latach 1407-1408. Zmarł około 1410 roku.
Najbardziej znanymi krewnymi Bernarda z Gronowic byli: Henryk z Gronowic, burgrabia zamku opolskiego (na którym rezydował książę Władysław Opolczyk), Peczik z Gronowic oraz Tomasz z Gronowic, wikariusz w kolegiacie Świętego Krzyża w Opolu.